# Leonie P
De Leonie P is een containerschip dat vaart onder de vlag van Antigua en Barbuda. Het schip werd gebouwd in 1997 in opdracht van de Duitse rederij Schepers en Herm Kiepe gedoopt.  Deze naam verwijst naar de 19de-eeuwse schipper Hermann Kiepe. Zijn schoonzoon Heinrich Schepers richtte de rederij op in 1953. In augustus 2013 werd het schip omgedoopt tot de Leonie P.

## Incidenten
Op 26 september 2015 werd een video gepubliceerd op YouTube van een botsing die in 2011 zou hebben plaatsgevonden in het Noord-Oostzeekanaal tussen de Herm Kiepe en de tanker Jana.
Op 2 maart 2013 bevond de Herm Kiepe zich in het Noord-Oostzeekanaal, tussen Kudensee en Brunsbüttel. Het schip stond op het punt om een sluis te naderen. Vanuit tegengestelde richting kwam het Nederlandse schip de Empire. De twee schepen botsten, waarna de Empire drie containers verloor. De Herm Kiepe kon doorvaren naar haar eindbestemming.
In de nacht van 8 op 9 december 2017 verloor de Leonie P 24 containers terwijl het onderweg was van Bremen naar Rotterdam. Het schip bevond zich op zo'n 20 NM van Terschelling toen tijdens een storm een deel van de lading overboord sloeg. Op een paar lege containers na bestond de verloren lading uit machineonderdelen en huis-, tuin- en keukenartikelen. Op 10 december werden twee lege containers geborgen en naar Terschelling gebracht.